# Заглембе (хоккейный клуб)
«Заглембе» — польский хоккейный клуб, представляющий город Сосновец. Основан в 1934 году.

## История
«Заглембе» — один из старейших хоккейных клубов Польши. Сам клуб зародился ещё в 1931 году на базе двух спортивных объединений — «ТС Виктория» и «КС Сосновец», но хоккейную команду удалось собрать только спустя три года. До 1939 года коллектив носил название «СТС Уния» и состоял в основном из студентов и учащихся средних школ. Клуб был закрыт на время войны, а в 1945 году — возрождён под названием «КС РКУ». Однако, в то время, он был в основном известен как футбольный — хоккейная же команда находилась в тени, на её развитие тратилось существенно меньше средств. Долгое время у клуба не было даже собственного стадиона — матчи игрались на природном ледяном покрытии. Однако уже в 1957 году клуб сумел выйти во второй дивизион.
Но в начале 1960-х клуб оказался на грани разорения — не хватало финансов. Помогли решить эту проблему власти города и активисты-болельщики — так, уже в 1966 году началось строительство стадиона — просторного комплекса с открытым льдом. Впрочем, улучшилась не только инфраструктура, но и условия труда для игроков. Как следствие, в 1968 году клуб вернулся во второй дивизион.
В высшую лигу Польши клуб из Сосновца впервые вышел в 1971 году, но по-настоящему большой успех пришёл к нему лишь в конце 70-х: за 8 сезонов (1978—1985 гг.) команда пять раз становилась лучшей в чемпионате и ещё трижды выигрывала серебро. Этот период не только стал самым лучшим в истории клуба, но и ознаменовался подъёмом всего польского хоккея — в 1986 г. сборная впервые за долгое время поехала на Чемпионат Мира.

## Достижения
- Чемпионат Польши по хоккею:
  - Победители (5)  : 1980, 1981, 1982, 1983, 1985
  - Серебряный призёр (3)  : 1978, 1979, 1984
  - Бронзовый призёр (2)  : 1988, 1990